# Зайцев, Тит
Тит Зайцев — белорусский Праведник народов мира. Звание присвоено израильским Институтом Катастрофы и героизма «Яд ва-Шем» в 1997 году.

## Подвиг
В период немецкой оккупации Белоруссии Тит Зайцев жил в городе Толочин Витебской области.
Совместно со своим другом Иваном Боровским (Иван Боровской или Иван Боровский в разных источниках) накануне ликвидации Толочинского гетто 12 марта 1942 года спрятал и скрывал вплоть до освобождения покинувшую его девятнадцатилетнюю еврейскую девушку Марию Бороду, в замужестве Марию Рубиржевски. Девушка была дочерью фронтового друга Зайцева Юды Бороды, с которым он познакомился в австрийском плену во время Первой мировой войны. Она также дружила с его внучкой. Марию прятали в деревне Слободка, у вдовца Ивана Боровского, куда Тит Зайцев периодически приезжал. Семья Марии осталась в гетто и погибла, а Маша выжила. Вскоре после войны Маша покинула СССР и уехала в США.
Тит Зайцев умер в начале 1960-х годов.
16 июля 1997 года музей Яд Ва-шем присвоил Титу Зайцеву почетное звание Праведник народов мира